# Савченко, Алексей Фёдорович
Алексе́й Фёдорович Са́вченко (24 февраля 1919, Киевская область — 22 ноября 2007, Москва) — генеральный директор Ленинградского производственного объединения «Ленмяспром» (1970), заместитель министра мясной и молочной промышленности СССР (1972). Герой Социалистического Труда (1971).

## Биография
Родился 24 февраля 1919 года в селе Червона Зирка, Полесского района Киевской области Украины, в крестьянской семье. Украинец. В 1934 году с отличием окончил среднюю школу и переехал с семьей в Ленинград.
В 1935 году устроился на работу на Ленинградский мясокомбинат учеником-счетовода. Одновременно окончил рабфаке, поступил в Ленинградский институт холодильной промышленности.
Начало Великой Отечественной войны застало его при прохождении производственной практики на Семипалатинском мясокомбинате. В 1942 году окончил Семипалатинский филиал Ленинградского института холодильной промышленности и продолжил работать на комбинате в качестве мастера, а затем старшего механика. Член ВКП(б) с 1944 года.
После Победы вернулся в Ленинград. В 1945 году поступил в аспирантуру при холодильном институте. С 1948 года работал старшим механиком на Ленинградском мясокомбинате. Кандидатскую диссертацию защитил позднее. В 1950 году Министерством внешней торговли был направлен в ГДР, где два года, работая инженером-механиком, принимал оборудование.
В 1963 году был назначен директором Ленинградского мясокомбината им. С. М. Кирова, а в 1970 году — Генеральным директором производственного объединения «Ленмясопром», в которое входили предприятия Ленинграда, Ленинградской и Мурманской областей.
Указом Президиума Верховного Совета СССР от 26 апреля 1971 года за выдающиеся успехи, достигнутые в развитии мясной и молочной промышленности, А. Ф. Савченко присвоено звание Героя Социалистического Труда с вручением ордена Ленина и золотой медали «Серп и Молот».
В 1972 году утверждён заместителем министра мясной и молочной промышленности СССР. С 1973 по 1976 годы был вице-президентом и членом исполкома Международного института холода, заместителем председателя Советского национального комитета по холоду.
С 1976 по 1986 год работал директором Всесоюзного научно-исследовательского института мясной промышленности. С 1978 года стал заместителем председателя Президиума Центрального правления НТО пищевой промышленности СССР и членом редколлегии журнала «Мясная индустрия». Имел ряд изобретений, им получено восемь авторских свидетельств. Автор 47 научных работ, в том числе 25 — в трудах Международного конгресса по науке и технологии мясной промышленности и Международного института холода.
Жил в Москве. Скончался 22 ноября 2007 года

## Награды
Награждён двумя орденами Ленина, медалями, а также тремя золотыми и одной бронзовой медалями ВДНХ.